# Švihrová
Švihrová je přírodní rezervace v katastrálním území obce Jamník v okrese Liptovský Mikuláš v Žilinském kraji na Slovensku. Území bylo vyhlášeno v roce 1986 a jeho rozloha je 5,65 hektaru. Předmětem ochrany jsou rašeliništní rostlinná společenstva s výskytem chráněných druhů rostlin (např. kosatec sibiřský (Iris sibirica) v Liptovské kotlině.